# Ius soli
     Bezwarunkowe lub niemal bezwarunkowe zastosowanie ius soli
     Ius soli obowiązuje z ograniczeniami
     Ius soli zniesione

Ius soli w poszczególnych państwach
Bezwarunkowe lub niemal bezwarunkowe zastosowanie ius soli
Ius soli obowiązuje z ograniczeniami
Ius soli zniesione

Ius soli (z łac. prawo ziemi) – sposób nabycia obywatelstwa, w którym dziecko uzyskuje obywatelstwo państwa, na którego terytorium (rozumiane także jako statek powietrzny, morski bądź przedstawicielstwo dyplomatyczne) następują narodziny, przy czym bez znaczenia jest obywatelstwo rodziców. Ius soli właściwe jest przede wszystkim dla anglosaskiego porządku prawnego, przez jakiś czas funkcjonowało także w Konfederacji Szwajcarskiej.
Jest to jeden z dwóch sposobów wyznaczania obywatelstwa z mocy prawa. Alternatywną metodą wyznaczania obywatelstwa jest ius sanguinis (dosłownie: prawo krwi), w którym dziecko nabywa obywatelstwo po rodzicach.
Prawo polskie (art. 14 ustawy o obywatelstwie polskim) przyjęło zasadę „prawa krwi”, jednak uzupełniająco stosuje się także zasadę „prawa ziemi” – gdyby dziecko urodzone na terytorium Polski nie nabywało żadnego innego obywatelstwa.
Prawo ziemi obowiązuje obecnie m.in. w Argentynie, Brazylii, Chile, Jamajce, Kanadzie, Kolumbii, Meksyku, Pakistanie, Peru, Tanzanii, Urugwaju, Wenezueli i na Barbadosie.